# Arthur Hobson Quinn
Arthur Hobson Quinn (* 9. Februar 1875 in Philadelphia; † 16. Oktober 1960 in Bala Cynwyd, Montgomery County, Pennsylvania) war ein US-amerikanischer Theater- und Literaturwissenschaftler.
Er ist einer der bedeutendsten Edgar-Allan-Poe-Biografen. Seine 1941 veröffentlichte Poe-Biografie Edgar Allan Poe – A Critical Biography galt jahrzehntelang als Standardwerk der Poe-Forschung und wird auch heute noch als wesentlicher und unverzichtbarer Beitrag in Bezug auf Person und Werk des US-amerikanischen Schriftstellers, Literaturtheoretikers und -kritikers angesehen, weil sie als die verlässlichste und ausgewogenste betrachtet wird.

## Leben und Werk
Arthur Hobson war der Sohn von Michael A. Quinn und dessen Ehefrau Mary, geb. MacDonough. Er besucht die Schule in seiner Heimatstadt, wo er anschließend an der University of Pennsylvania (UPenn) studierte. Nachdem er seine Studien 1894 erfolgreich abgeschlossen hatte, arbeitete er zunächst als Dozent für Mathematik an der UPenn. Bereits im Jahr darauf wechselte Quinn aber an die Fakultät für Anglistik, an der er die folgenden 59 Jahre arbeitete. 1895 wurde er an der UPenn promoviert und ging anschließend für weitere Studien für ein Jahr nach München.
Von 1912 bis 1922 war Quinn Dekan des College of Arts and Sciences. 1918 verlieh ihm St. John’s College den Litterarum Doctor (Litt.D.), den Doktor der Literaturwissenschaften, 1931 gefolgt von der UPenn. 1939 erhielt Quinn die John-Welsh-Centennial-Professur für Geschichte und Literaturwissenschaften. Diesen Lehrstuhl bekleidete er bis zu seiner Emeritierung 1945, lehrte anschließend aber noch bis zu seiner offiziellen Pensionierung 1954 weiter.

### Biograf Edgar Allan Poes
Über einen Zeitraum von 20 Jahren trug Quinn in geradezu detektivischer Kleinarbeit Poe-Originaldokumente (hauptsächlich Korrespondenz) und -Informationen zusammen, mit Hilfe derer er u. a. nachweisen konnte, dass Poes literarischer Nachlassverwalter Rufus Wilmot Griswold vorsätzlich Briefe, die Poe geschrieben hatte, dadurch verfälschte, dass er eigene – für Poe negative – Passagen hinzufügte oder für Poe positive Passagen entfernte, um Edgar Allan Poe postum zu diskreditieren. Außerdem manipulierte Griswold Briefe an oder von Poe an ihn, um sich selbst in einem positiven Licht darzustellen.
So gelang es Quinn – fast 100 Jahre nach Poes Tod – auf der einen Seite Poes literarische Bedeutung in den USA ins rechte Licht zu rücken und auf der anderen Seite eine Poes Werk und Person angemessene neutrale Neubewertung auf Grundlage von Originaldokumenten zu initiieren. Darüber hinaus gelang es ihm, Poe, der in der US-Öffentlichkeit und unter US-Literaturwissenschaftlern bis dahin eher als „Kuriosum“ der US-amerikanischen Literaturlandschaft wahrgenommen worden war, in ein neues Licht zu rücken und ihn tatsächlich als eine zentrale Person der US-amerikanischen Literatur zu etablieren.

### Bewertung von Quinns Poe-Biografie durch andere Poe-Biografen
Noch mehr als 35 Jahre nach ihrer Erstveröffentlichung bezeichnete der Poe-Biograf Thomas Ollive Mabbott Quinns Poe-Biografie in seinem dreibändigen Werk Complete Works of Edgar Allan Poe als „A distinguished piece of scholarship, indispensable to the student of Poe’s life and works.“ (Eine herausragende wissenschaftliche Arbeit. Unverzichtbar für all jene, die sich mit Poes Leben und Werken beschäftigen.). Ähnliches äußerte Benjamin F. Fisher in seinem 2008 erschienenen Buch The Cambridge Introduction to Edgar Allan Poe, in dem er Quinns Werk als Remains the best biographical account bewertet. Im Jahr zuvor hatte der US-Literaturwissenschaftler Kevin J. Hayes geschrieben: Numerous biographies of Poe have been written but by common consent, Arthur Hobson Quinn’s remains the finest. (Zahlreiche Poe-Biografien sind geschrieben worden, aber es ist allgemeiner Konsens, dass Arthur Hobson Quinns die beste ist.)

### Schriften (Auswahl)
- 1917: Representative American Plays[18]
- 1923: History of the American Drama from the Beginning to the Civil War
- 1927: History of the American Drama from the Civil War to the Present Day
- 1941: Edgar Allan Poe – A Critical Biography. (Digitalisat)

### Privatleben
1904 heiratete Quinn Helen McKnee, mit der er fünf Kinder hatte. Helen Quinn starb 1962.